# Ходжали
Ходжали (азерб. Xocalı; вірм. Խոջալու, Ходжалу) — населений пункт і адміністративний центр Ходжалинського району Азербайджану. З 1992 до 2023 року місто перебувало у складі невизнаної Нагірно-Карабаської Республіки.

## Географія
Населений пункт розташований на лівому березі річки Каркар, на шляху між містечком Аскеран та містом Ханкенді. У селі є аеропорт.

### Клімат
Село знаходиться у зоні, котра характеризується вологим континентальним кліматом зі спекотним літом. Найтепліший місяць — липень із середньою температурою 24.5 °C (76.1 °F). Найхолодніший місяць — січень, із середньою температурою -0.5 °С (31.1 °F).
| Клімат Ходжали          | Клімат Ходжали | Клімат Ходжали | Клімат Ходжали | Клімат Ходжали | Клімат Ходжали | Клімат Ходжали | Клімат Ходжали | Клімат Ходжали | Клімат Ходжали | Клімат Ходжали | Клімат Ходжали | Клімат Ходжали | Клімат Ходжали |
| Показник                | Січ.           | Лют.           | Бер.           | Квіт.          | Трав.          | Черв.          | Лип.           | Серп.          | Вер.           | Жовт.          | Лист.          | Груд.          | Рік            |
| Середня температура, °C | −0,5           | 0,7            | 5,2            | 12             | 16,3           | 20,8           | 24,5           | 23,5           | 19,6           | 13,1           | 7,3            | 2,3            | 12,1           |
| Норма опадів, мм        | 19.3           | 27.2           | 47.3           | 64.7           | 97             | 79             | 39.8           | 33.7           | 41.3           | 53.5           | 32.1           | 21.8           | 556.7          |
| Днів з опадами          | 5,3            | 6,5            | 8,2            | 8,5            | 11,3           | 7,4            | 3,5            | 3,3            | 3,9            | 6,9            | 5,4            | 4,9            | 75,1           |
| Вологість повітря, %    | 68             | 68.8           | 65.3           | 59.8           | 59.1           | 52.9           | 46.3           | 47.8           | 53.5           | 62.8           | 64             | 67.7           | 59.7           |
| ----------------------- | -------------- | -------------- | -------------- | -------------- | -------------- | -------------- | -------------- | -------------- | -------------- | -------------- | -------------- | -------------- | -------------- |
| Джерело: Weatherbase    |                |                |                |                |                |                |                |                |                |                |                |                |                |

## Назва
Назва села азербайджанською та вірменською мовами походить від перського слова ходжа (перс. خواجه, трансліт. khwāja), що було запозичено до обох мов (азерб. xoca, вірм. խոջա). Ходжа – це почесне звання у мусульманських народів Близького і Середнього Сходу, що виникло в Середні віки.
У 2000 влада невизнаної Нагірно-Карабаської Республіки перейменувала село в Іванян (азерб. Ivanən, вірм. Իվանյան). Назва була дана на честь генерал-лейтенанта Кристапора Іваняна (вірм. Քրիստափոր Իվանյան), вірменського та арцаського військового діяча, одного з архітекторів та засновників Армії Оборони Нагірно-Карабаської Республіки. Після розпуску НКР у 2023 році та переходу села під контроль Азербайджану, повернуто колишню назву.

## Історія

### Давнина
Поблизу міста знаходяться пам'ятки Ходжали-Кедабекської культури, пов'язані з XIV—VII століттями до н. е. Тут виявлено похоронні пам'ятки — кам'яні ящики, кургани та некрополі що відносяться до епохи пізньої бронзи і раннього заліза, а також є архітектурні пам'ятники — круглий склеп (1356—1357 рр..) і мавзолей (XIV століття). Під час археологічних розкопок були знайдені різнотипні прикраси з каменю, бронзи, кістки, предмети побуту з кераміки тощо. На одній з намистин, знайдених у Ходжали, є клинописний напис ассирійського царя Ададнерарі II (911—891 рр.. до н. е.) «Палац Ададнерарі, царя Всесвіту».
З 1923 до 1991 року перебувала у складі Нагірно-Карабаської автономної області Азербайджану.

### Карабаський конфлікт
З початком нагірно-карабаського конфлікту, азербайджанське керівництво розпочало втілення плану зі створення нового районного центру. З 1988 по 1990 населення села було штучно збільшено з 2 135 до 6 000 жителів, зокрема за рахунок переселення 2 000 турків-месхетинців.
У квітні 1990 року Верховна рада Азербайджанської РСР ліквідувала Нагірно-Карабаську автономну область та скасувала її адміністративний поділ. Селу Ходжали було надано статус міста та адміністративного центру новоствореного Ходжалинського району, що складався з колишніх Аскеранського та Мартунинського районів. У листопаді 1990 року місцеве летовище було закрито. Тодішній президент Азербайджану Аяз Мутлібов наказав зруйнувати злітно-посадкову смугу та обладнання летовища, однак наказ не було виконано.
26 лютого 1992 в ході Карабаської війни Ходжали перейшов під контроль вірменських сил. Під час боїв за місто було вбито понад 600 цивільних осіб, більшість з яких – азербайджанської національності.
У Нагірно-Карабаській Республіці поселення мало статус села у складі Аскеранського району. Місцевий аеропорт був єдиним у республіці та обсулговував її столичне місто. У 2000 році село було "перейменоване" на Іванян на честь генерал-лейтенанта "збройних сил" НКР Кристапора Іваняна, а наступного року йому було встановлено пам'ятник. У 2008 році населення становило 1 021 особу.
У 2023 році Ходжали повернулося під контроль Азербайджану.

## Особистості

### Народилися
- Ісмаїлов Інгілаб Алекпер огли (азерб. İnqilab Ələkbər oğlu İsmayılov, 1962—1992) — азербайджанський поліціянт, Національний герой Азербайджану. Виводив мирних жителів з Ходжали під час боїв за місто. Згинув під час боїв за висоту Дашбаши.[8]

### Пов'язані
- Кристапор Івані Іванян (вірм. Քրիստափոր Իվանի Իվանյան) — вірменський військовий діяч арцаського походження, генерал-лейтенант Армії Оборони Нагірно-Карабаської Республіки. Під контролем НКР місто мало назву на його честь.[5]